# ونسا فرناندس
ونسا فرناندس (پرتغالی: Vanessa Fernandes؛ زادهٔ ۱۴ سپتامبر ۱۹۸۵) ورزشکار ورزش سه‌گانه اهل پرتغال است.
وی در مسابقات کشوری و بین‌المللی در مجموع برندهٔ ۱۶ مدال طلا، ۲ مدال نقره، ۳ مدال برنز شده‌است.